# NGC 3231
NGC 3231 é um aglomerado aberto na direção da constelação de Ursa Major. O objeto foi descoberto pelo astrônomo John Herschel em 1832, usando um telescópio refletor com abertura de 18,6 polegadas. 